# Șaru Dornei
Șaru Dornei es una comuna ubicada en el distrito de Suceava, Rumania.

## Superficie
Posee una superficie de 180,1 kilómetros cuadrados.

## Demografía
Hasta 2021 la población era de 3905 habitantes, con una densidad de población de 21,68 habitantes por kilómetro cuadrado.